# Regiunea Kolda
Regiunea Kolda este o unitate administrativă de gradul I a Senegalului. Reședința sa este orașul Kolda.